# Malajské souostroví

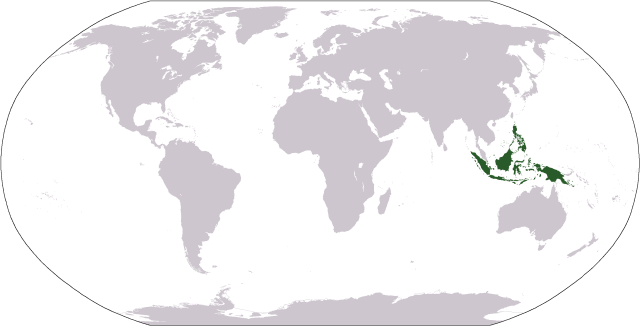
Poloha malajského souostroví

Malajské souostroví (malajsky Kepulauan Melayu, indonésky Kepulauan Melayu a Nusantara, filipínsky Kapuluang Malay) alternativní názvy: Indo-Australské souostroví, Východní Indie , Nusantara je velké souostroví rozkládající se mezi pevninskou jihovýchodní Asií a Austrálií.

## Politika
Politicky je souostroví rozděleno mezi následující státy:
- Brunej
- Filipíny
- Indonésie
- Malajsie
- Papua Nová Guinea
- Východní Timor

## Geografie
Souostroví tvoří více než 25 000 ostrovů s celkovou plochou asi 2 miliony km2, na nichž žije asi 300 milionů lidí. Nejlidnatějším ostrovem je Jáva, největším Borneo. Geograficky se dělí na několik skupin ostrovů:
- Sundské ostrovy
  - Velké Sundy
  - Malé Sundy
- Moluky
- Filipíny
- Nová Guinea